# Трамутола, Хуан Хосе
Хуан Хосе Трамутола (исп. Juan José Tramutola; 21 октября 1902 — 30 ноября 1968) — аргентинский футбольный тренер. Он в частности помог сборной Аргентины победить на чемпионате Южной Америки 1929 и занять второе место в первом чемпионате мира, который состоялся в Уругвае. Он работал в тандеме с Франсиско Оласаром. Формально Трамутола был техническим директором. Таким образом, он стал самым молодым тренером, когда-либо выводившим сборную на чемпионат мира. Ему было всего 27 лет и 267 дней, когда Аргентина сыграла первый матч против Франции.
Трамутола с января по июль 1938 года был тренером «Бока Хуниорс» и занял с командой пятое место в чемпионате. В 1948 году он тренировал «Феррокарриль Оэсте», который затем играл во втором дивизионе.

## Достижения

### Как тренер
- Чемпион Южной Америки: 1929
- Серебряный призёр чемпионата мира: 1930